# Юхнево
Юхнево — деревня в Вельском районе Архангельской области. Входит в состав муниципального образования «Пуйское». 

## География
Деревня находится в южной части Архангельской области, в таёжной зоне, в пределах северной части Русской равнины в 55 км на север от Вельска, на левом берегу реки Вага. Ближайшими населёнными пунктами являются: на севере деревня Игнатовка. В непосредственной близости от деревни проходит федеральная автотрасса М8 «Холмогоры».
Климат
Климат характеризуется как умеренно континентальный, с прохладным и дождливым летом. Средняя температура воздуха самого холодного месяца (января) составляет −12,7 °C; самого тёплого месяца (июля) — 18 °C. Среднегодовое количество атмосферных осадков составляет 763,7 мм.
Часовой пояс
Юхнево, как и вся Архангельская область, находится в часовой зоне МСК (московское время). Смещение применяемого времени относительно UTC составляет +3:00.

## Население
| 2002 | 2010 | 2012 | 2014 |
| ---- | ---- | ---- | ---- |
| 66   | ↘60  | ↗63  | ↗67  |

## История
В «Списке населенных мест Российской империи», изданном в 1861 году, населённый пункт упомянут как деревня Ухневская (Юхневская) Шенкурского уезда (1-го стана), расположенная в 85 верстах от уездного города Шенкурска. В деревне насчитывалось 17 дворов и проживало 149 человек (60 мужчин и 89 женщин).
По состоянию на 1920 год, в Юхнево имелось 46 дворов и проживал 231 человек (92 мужчины и 139 женщин). В административном отношении деревня входила в состав Воскресенского общества Воскресенской волости Шенкурского уезда.
В 1989 году в деревне насчитывалась 41 крестьянская усадьба.

## Русская православная церковь
Церковь Николая Чудотворца  Объект культурного наследия № 2900000963  — деревянная церковь, построенная в период с 1907 по 1910 год. Двусветный четверик под низкой скатной кровлей, первоначально завершавшийся пятиглавием, с трапезной. Закрыта до 1930-го, но здание поддерживалось в порядке и использовалось для хранения зерна. В 2000-х годах отреставрирована и возвращена верующим.

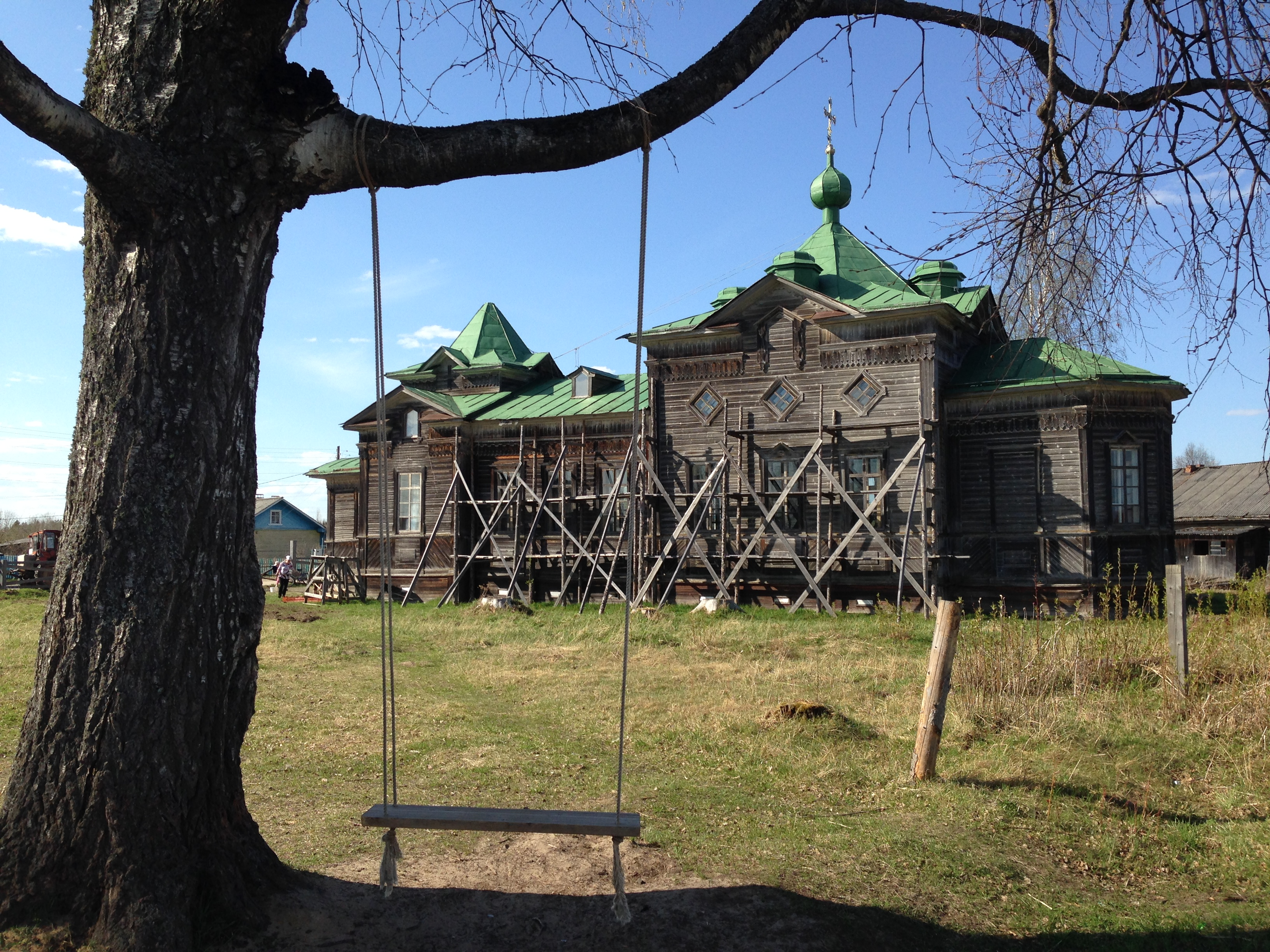
Вид церкви после ремонта.
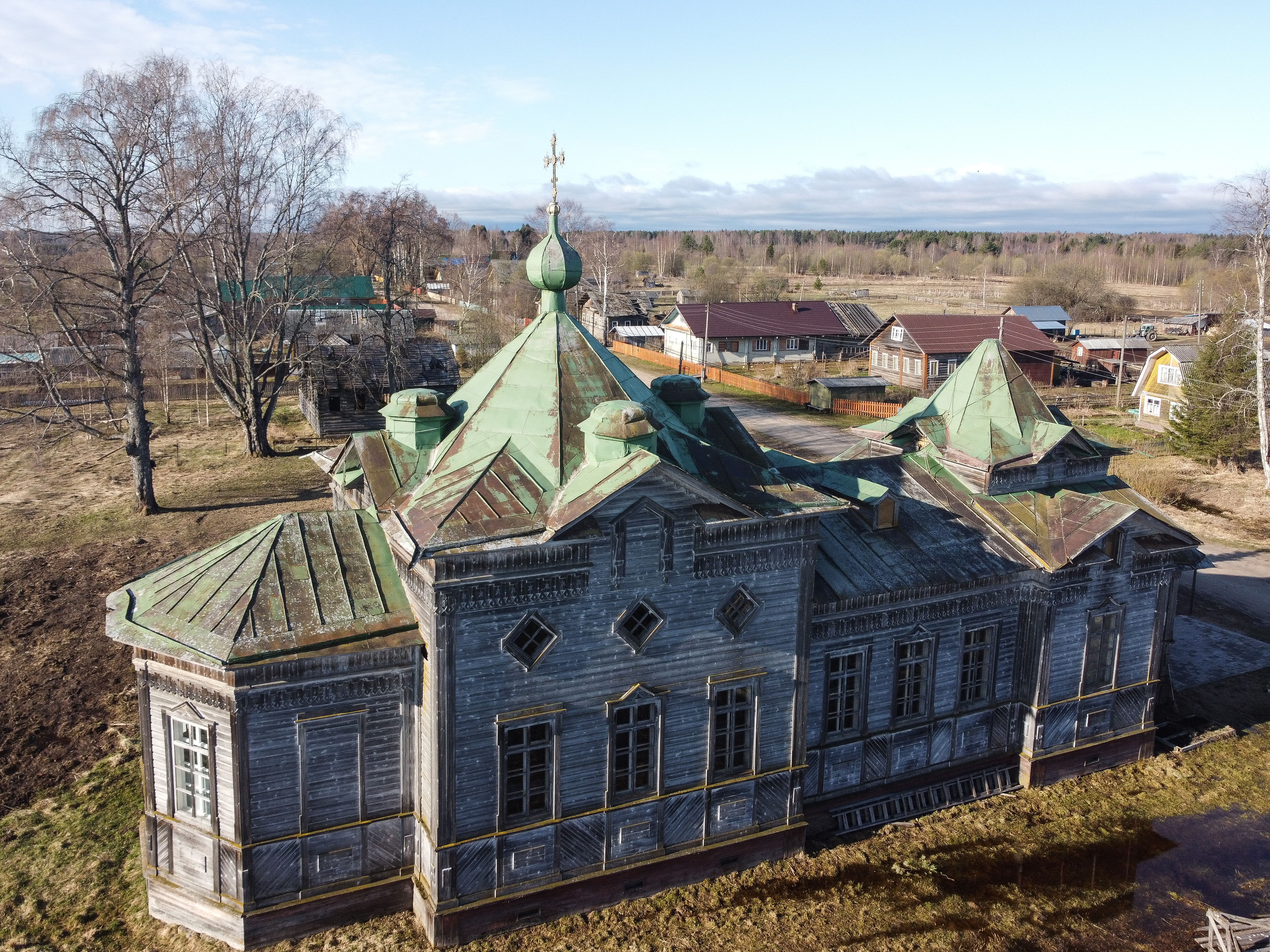
Никольская церковь 5 мая 2022 года.
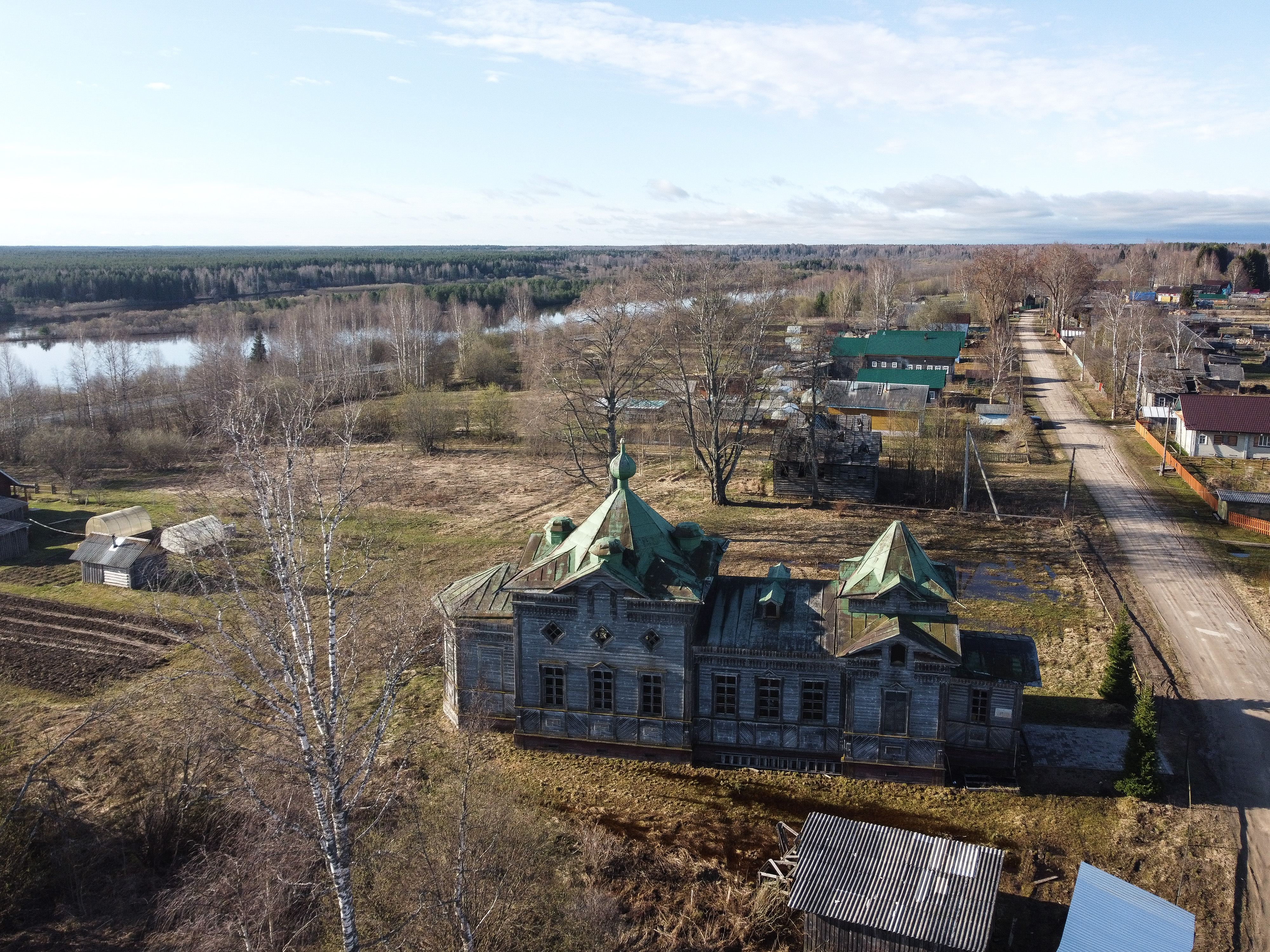